# Guinsiliban
Guinsiliban est une municipalité des Philippines située au sud-est de l'île-province de Camiguin.

## Subdivisions
La municipalité de Guinsiliban est divisée en  7 barangays (districts) :
- Butay
- Cabuan
- Cantaan
- Liong
- Maac
- North Poblacion
- South Poblacion